# Wang Huning
Wang Huning (nascido em 6 de outubro de 1955) é um importante teórico político chinês desde a década de 1990 e um dos principais líderes do Partido Comunista Chinês (PCC). Desde outubro de 2017, ele é membro do Comitê Permanente do Politburo do PCC (o principal órgão decisório da China) e o primeiro secretário do Secretariado do PCC. Ele também presidiu a Comissão Central de Orientação sobre a Construção da Civilização Espiritual desde novembro de 2017. Anteriormente, atuou como diretor do Escritório de Pesquisa de Política Central de 2002 a 2020, o mandato mais longo do escritório.
Amplamente considerado como a "Eminência parda" do PCC, acredita-se que Wang seja o principal ideólogo do Partido Comunista e o principal arquiteto por trás das ideologias políticas oficiais de três líderes supremos desde a década de 1990: "Três Representações" de Jiang Zemin, o Conceito de Desenvolvimento Científico por Hu Jintao, e o Sonho Chinês e Pensamento de Xi Jinping de Xi Jinping. Ele exerceu influência significativa sobre a política e a tomada de decisões sobre os três líderes supremos, um feito raro na política chinesa. Wang foi considerado, junto com Wang Qishan, um dos dois principais conselheiros e tomadores de decisão de Xi Jinping.
Ex-acadêmico, Wang foi professor de Política Internacional e reitor da faculdade de direito da Universidade Fudan.

## Carreira política
A partir de 1995, Wang foi encaminhado para trabalhar para a liderança do partido em Pequim por recomendação de alguns dos principais políticos de Xangai, Zeng Qinghong e Wu Bangguo, ambos mantendo relações estreitas com o então secretário-geral do partido, Jiang Zemin. Wang inicialmente liderou a equipe de pesquisa política no Escritório Central de Pesquisa de Políticas e foi promovido em abril de 1998 a vice-diretor do Escritório. Foi promovido a diretor do Escritório em 2002. Wang foi considerado um dos maiores cérebros de Jiang Zemin e participou da elaboração da ideologia "Três Representações", considerada a principal contribuição teórica de Jiang ao léxico ideológico do partido. Ele acompanha Jiang em visitas ao exterior desde 1998, como assistente especial do presidente.
Em 2002, tornou-se membro do 16º Comitê Central do Partido Comunista Chinês.
Em novembro de 2007, Wang foi admitido no Secretariado do Partido Comunista Chinês. Ele começou a acompanhar o secretário-geral Hu Jintao em viagens ao exterior e desempenhou um papel de liderança na elaboração da ideologia "Perspectivas Científicas do Desenvolvimento " de Hu Jintao. Wang foi considerado um dos três conselheiros mais influentes de Hu Jintao, sendo os outros dois Ling Jihua e Chen Shiju.
Ele foi eleito para o 18º Politburo do Partido Comunista Chinês em novembro de 2012, tornando-se o primeiro diretor do Escritório de Pesquisa Política a ocupar um assento no conselho governante de elite. Após a ascensão de Xi Jinping ao cargo de secretário-geral do Partido Comunista Chinês em novembro de 2012, Wang nutriu um relacionamento próximo com Xi, novamente emergindo como um dos membros centrais da comitiva de Xi em viagens internacionais e visto como um dos conselheiros mais próximos de Xi. Ele ajudou na construção das ideologias do "Sonho Chinês" e do " Pensamento de Xi Jinping".
Tendo trabalhado em estreita colaboração com três líderes supremos consecutivos, Wang demonstrou uma habilidade rara e notável de manter a influência sob líderes pertencentes a várias facções do Partido Comunista. Ele foi comparado ao oficial de propaganda da era Mao Chen Boda e ao oficial soviético Mikhail Suslov.
Wang foi escolhido para ser membro do 19º Comitê Permanente do Politburo, o principal órgão decisório da China, na 1ª Sessão Plenária do 19º Comitê Central do Partido Comunista Chinês em 25 de outubro de 2017.

### Percepções do público
Altos funcionários do PCC compararam em particular Wang a Chen Boda ou Mikhail Suslov, chegando a afirmar que ele e Wang Qishan são o “cérebro” e a “espinha dorsal” de Xi, respectivamente. Acredita-se que ambos tenham uma influência significativa sobre Xi Jinping e às vezes são considerados os principais tomadores de decisão no Politburo. Ao contrário de Wang Qishan, Wang Huning tradicionalmente manteve um perfil extremamente discreto e era amplamente desconhecido do público chinês fora do partido e dos círculos acadêmicos, mas após sua ascensão ao Comitê Permanente do Politburo em 2017, ele emergiu como uma figura mais pública.